# 卡坦沙奴1929體育會
卡坦沙奴1929體育會（義大利語：U.S. Catanzaro 1929）是一支位於意大利卡坦扎羅的職業足球會，目前於意大利足球乙级联赛角逐。

## 外部連結
- Official Site （页面存档备份，存于） （意大利文）